# Magnolia obovata
Espèce
Statut de conservation UICN

 LC  : Préoccupation mineure
Magnolia obovata est une espèce de plantes à fleurs de la famille des Magnoliaceae. C'est un arbre trouvé en Asie.

## Description
C'est un arbre.

## Répartition et habitat
L'espèce est trouvée du sud des îles Kouriles jusqu'au Japon.
Elle pousse en milieu tempéré.

## Recherche spatiale
À la fin de l'année 2024, le satellite LignoSat construit en bois de Magnolia obovata, de conception japonaise, a été mis en orbite autour de la Terre depuis l'ISS pour tester sa résistance dans les conditions spatiales. Ce type de satellite est considéré comme étant le premier à avoir été fabriqué en bois.

## Liste des variétés
Selon World Checklist of Selected Plant Families (WCSP) (30 décembre 2013) :
- Magnolia obovata Thunb. (1794)

Selon Tropicos (30 décembre 2013) (Attention liste brute contenant possiblement des synonymes) :
- variété Magnolia obovata var. liliiflora (Desr.) Ser.
- variété Magnolia obovata var. purpurea (Curtis) Ser.
- variété Magnolia obovata var. soulangeana (Soul.-Bod.) Ser.